# Журнал австрійсько-американської історії
Журнал австрійсько-американської історії — щорічний, відкритий доступ, рецензований науковий журнал, виданий Пенсильванським університетським пресом та спонсорований Інститутом австрійсько-американських досліджень Ботстібера. Журнал робить доступними нові дослідження, оглядові есе, а також старі важливі статті, присвячені вивченню історичних відносин між США та Австрією, включаючи землі історичної імперії Габсбургів.  Зміст журналу є міждисциплінарним і робить акцент на трансатлантичному обміні в галузях історії, політології, економіки, права та культурології. Журнал висвітлений у базі даних рефератів та цитувань Scopus, індексується та доступний через цифрову бібліотеку JSTOR.

## Опубліковані томи
Перший том «Журналу австрійсько-американської історії» під редакцією Крістіни Е. Познань, з'явився у 2017 році та включав статті про шлюби угорських мігрантів у США, дослідження австрійських біженців та давбоулів, як вони з'являються в голлівудському кіно, та оцінка хіп-хопу, Малкольма X та мусульманської активності в Австрії.
У томі журналу за 2018 рік вийшов спеціальний випуск, про міграцію з Центральної Європи, а також статті про зв'язки між промисловцем та меценатом Вальтером Пепке, угорським художником Ласло Мохолі-Надь, а також чутливістю Баугауза в Чикаго, а також  доречність «дисертаційної роботи» Фредеріка Джексона Тернера, зокрема, до військового кордону Габсбургів.
У своєму випуску за 2019 рік, журнал представив архівні дослідження, що висувають переписку видатних американців Габсбургів, зі статтями, присвяченими Джону Р. Паландечу (Івану Паландачичу), відомому іммігрантському видавцю, політику та підприємцю в Чикаго, а також есе  Вальтер Д. Камфоефнер, про мову та лояльність серед німецьких американців під час Першої світової війни. Також представлені усні історії американського дипломатичного персоналу, розміщеного у Відні з 1945 по 55 роки, записані Асоціацією дипломатичних досліджень та підготовки.
Останнє видання включає, серед інших публікацій, статтю Томаса Ріглера, який досліджує Відень та британо-американський кінопродукційний фільм «Третя людина», а також оцінку Гюнтера Бішофа з португальських країн.  Окупація та державотворення Другої світової війни та її уроки на майбутнє.

## Редакційна колегія
Редакційна колегія «Журналу австрійсько-американської історії», складається з провідних вчених з австрійської історії в США та Європі, серед яких Зігфрід Бір, Кетрін Бабер, Гюнтер Бішоф, Гері Б. Коен, Роберт Дассановський, Фарід Хафез, Тереза Ковач, Натан Маркус, Мартін Недбал, Ніколь М. Фелпс та Крістіна Е. Познань.  Поточний редактор — Майкл Буррі.